# Sociologia de l'espai
|  | No s'ha de confondre amb Astrosociologia. |

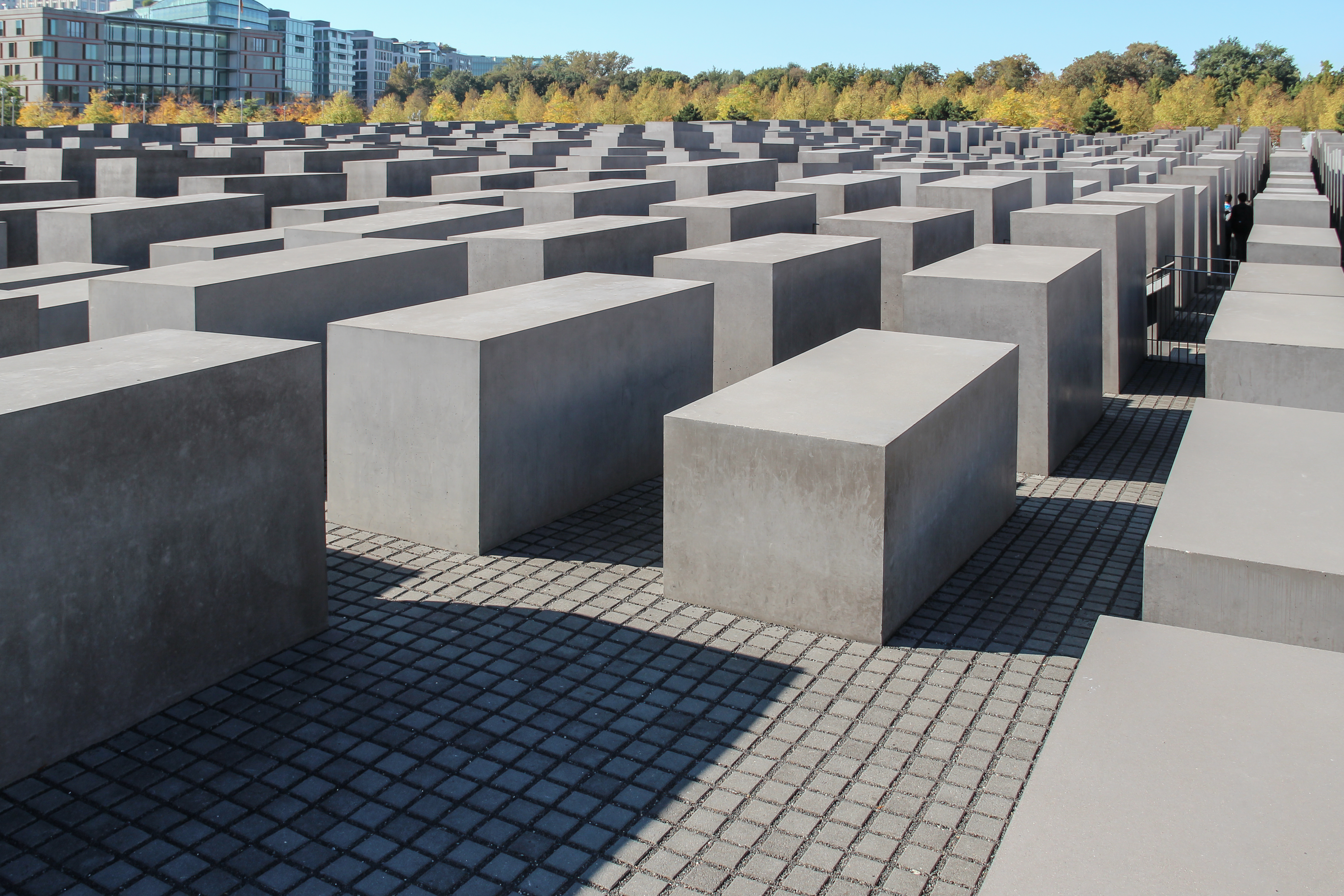
Memorial als jueus assassinats d'Europa, Berlín (Alemanya). L'ús de l'espai posa l'accent en la profunditat de la pèrdua del genocidi de l'holocaust

La sociologia de l'espai és una subdisciplina de la sociologia que majoritàriament pren en préstec de les teories desenvolupades dins de la disciplina de la geografia, incloent els subcamps de la geografia humana, la geografia econòmica i la geografia feminista.
La sociologia de l'espai examina la constitució social i material dels espais. Es tracta de comprendre les pràctiques socials, les forces institucionals i la complexitat material de com interactuen els humans i els espais.
La sociologia de l'espai és una àrea d'estudi interdisciplinària, que es basa en diverses tradicions teòriques, com ara el marxisme, el postcolonialisme i els estudis de ciència i tecnologia, i se superposa i abasta teòrics amb diverses disciplines acadèmiques com la geografia i l'arquitectura.
Edward T. Hall va desenvolupar l'estudi de la proxèmica, que es concentra en l'anàlisi empírica de l'espai en psicologia.

## Definició d'espai
L'espai és un dels conceptes més importants dins de les disciplines de les ciències socials, ja que és fonamental per a la nostra comprensió de la geografia. El terme «espai» ha estat definit de diverses maneres pels estudiosos:
En termes generals, l'Oxford English Dictionary defineix l'espai de dues maneres:
- Una extensió contínua vista amb o sense referència a l'existència d'objectes al seu interior.
- L'interval entre punts o objectes considerats com d'una, dues o tres dimensions.

Tanmateix, l'interès dels geògrafs humans està en els objectes dins l'espai i la seva posició relativa, la qual cosa implica la descripció, explicació i predicció de la distribució dels fenòmens. Així, les relacions entre objectes a l'espai són el centre de l'estudi.
Michel Foucault defineix l'espai com «L'espai on vivim, que ens treu de nosaltres mateixos, en el qual es produeix l'erosió de les nostres vides, del nostre temps i de la nostra història, l'espai que ens arrapa i ens rosega, és també, en mateix, un espai heterogeni... vivim dins d'un conjunt de relacions».
Nigel Thrift també defineix l'espai com «el resultat d'una sèrie d'assentaments temporals altament problemàtics que divideixen i connecten les coses en diferents tipus de col·lectius als quals s'aconsegueix lentament el significat que els fa duradors i sostenibles».
En definitiva, «espai» és l'espai social on vivim i creem relacions amb altres persones, societats i entorns. L'espai és el resultat del treball dur i continu de construir i mantenir col·lectius alineant coses diferents. Tot tipus d'espais diferents poden i, per tant, existeixen, que poden relacionar-se o no entre si. Així, a través de l'espai, podem entendre més sobre l'acció social.

## Història de la sociologia de l'espai
Georg Simmel ha estat vist com el sociòleg clàssic més important en aquest camp. Simmel va escriure sobre la sociologia de l'espai al seu llibre de 1908 Sociology: Investigations on the Forms of Sociation (Sociologia: investigacions sobre les formes d'associació). Entre les seves preocupacions hi havia el procés de metropolitització i la separació dels espais d'oci en les societats econòmiques modernes.
La categoria de l'espai va tenir durant molt de temps un paper subordinat en la formació de la teoria sociològica. Només a finals de la dècada del 1980 es va adonar que determinats canvis de la societat no es poden explicar adequadament sense tenir més en compte els components espacials de la vida. Aquest canvi de perspectiva es coneix com el gir espacial. El concepte d'espai dirigeix l'atenció a les formes organitzatives de juxtaposició. El focus se centra en les diferències entre els llocs i la seva influència mútua. Això s'aplica igualment als microespais de la vida quotidiana i als macroespais a nivell d'estat-nació o global.
La base teòrica del creixent interès de les ciències socials per l'espai va ser posada principalment per sociòlegs, filòsofs i geògrafs humans de parla anglesa i francesa. Destaca especialment l'assaig de Michel Foucault sobre Of Other Spaces (D'altres espais), en el qual l'autor proclama «l'era de l'espai», i l'obra seminal La production de l'espace (La producció de l'espai) d'Henri Lefebvre. Aquest últim va proporcionar la base per a la «teoria espacial marxista» sobre la qual s'han construït David Harvey, Manuel Castells, Edward Soja i altres. Les teories marxistes de l'espai, que es basen en determinants estructurals, és a dir, capitalistes o globals, dels espais i la creixent homogeneïtzació de l'espai, s'enfronten a concepcions teòriques de l'acció, que subratllen la importància de la col·locació corporal i la percepció dels espais com si fos habitual, com construccions predeterminades però subjectives. Un exemple és la teoria de l'espai de la sociòloga alemanya Martina Löw. Els enfocaments derivats del discurs del postcolonialisme han cridat més atenció en els darrers anys. També en contrast amb els conceptes marxistes de l'espai, la geògrafa britànica Doreen Massey i el sociòleg alemany Helmuth Berking, per exemple, subratllen l'heterogeneïtat dels contextos locals i la relació amb el lloc del nostre coneixement sobre el món.

## Dualitat de l'espai
Martina Löw va desenvolupar la idea d'un model «relacional» de l'espai, que se centra en els «ordenaments» dels éssers vius i dels béns socials, i examina com es constitueix l'espai en els processos de percepció, record o ideació per manifestar-se com a estructura social. Des del punt de vista de la teoria social, segueix la «teoria de l'estructuració» proposada per Anthony Giddens, el concepte de la qual de «dualitat de l'estructura» Löw amplia els termes sociològics en una «dualitat de l'espai». La idea bàsica és que els individus actuen com a agents socials (i constitueixen espais en el procés), però que la seva acció depèn d'estructures econòmiques, jurídiques, socials, culturals i, finalment, espacials. Els espais són, per tant, el resultat de l'acció. Al mateix temps, els espais estructuren l'acció, és a dir, els espais poden limitar i permetre l'acció.
Pel que fa a la constitució de l'espai, Löw distingeix analíticament dos factors, generalment mútuament determinants: «espaiat» i «síntesi». L'espaiat es refereix a l'acte de col·locar o l'estat de col·locació de béns socials i persones en llocs. Però segons Löw, un ordenament creat a través de col·locacions només es constitueix efectivament com un espai on els elements que el componen estan activament interconnectats per les persones, en processos de percepció, ideació o record; Löw anomena això «síntesi». Aquest concepte ha estat provat empíricament en estudis com els de Lars Meier (que va examinar la constitució de l'espai en la vida quotidiana dels gestors financers a Londres i Singapur), Cedric Janowicz (que va dur a terme un estudi sociològic etnogràfic i espacial de l'oferta d'aliments a la ciutat ghanesa d'Accra) i Silke Streets (que va estudiar els processos de constitució de l'espai a les indústries creatives a Leipzig).

## Apropaments marxistes
El defensor més important de la «teoria espacial marxista» va ser Henri Lefebvre. Va proposar que «l'espai social» fos on es reprodueixen les relacions de producció i que les contradiccions dialèctiques fossin més espacials que temporals. Lefèbvre veu la producció social de l'espai com una interacció dialèctica entre tres factors. Segons ell, l'espai està constituït:
- per «pràctica espacial», és a dir, l'espai tal com es reprodueix a la vida quotidiana
- per la «representació de l'espai», és a dir, l'espai tal com es desenvolupa cognitivament
- i per «espais de representació», amb el qual Lefebvre vol dir simbolitzacions complexes i espais ideacionals.

En la visió de Lefebvre de la dècada del 1970, aquesta producció espacial va donar lloc a un espai de quotidianitat no reflexiva marcat per l'alienació, dominant a través de conceptes matemàtic-abstractes de l'espai, i reproduït en la pràctica espacial. Lefebvre veu una línia de fugida de l'espacialitat alienada en els espais de representació, en nocions de visions de l'espai no alienades, mítiques, premodernes o artístiques.
La teoria espacial marxista va rebre un nou impuls decisiu pel geògraf David Harvey, en particular, que estava interessat en els efectes de la transició del fordisme a l'«acumulació flexible» sobre l'experiència de l'espai i el temps. Mostra com diverses innovacions en l'àmbit econòmic i tecnològic han trencat la inflexibilitat propensa a la crisi del sistema fordista, augmentant així la taxa de rotació del capital. Això provoca una acceleració general dels cicles econòmics. Segons Harvey, el resultat és «compressió temps-espai». Mentre es perd el sentiment a llarg termini, al futur, de continuïtat, la relació entre proximitat i distància es fa cada cop més difícil de determinar.

## Teories potscolonials de l'espai
Les teories de l'espai que s'inspiren en el discurs del postcolonialisme se centren en l'heterogeneïtat dels espais. Segons la geògrafa Doreen Massey, anomenar un país d'Àfrica «país en desenvolupament» no és adequat, ja que aquesta expressió implica que la diferència espacial és la diferència temporal [Massey 1999b]. Aquesta lògica tracta aquest país no com a diferent, sinó simplement com una versió primerenca dels països del món «desenvolupat», una visió que ella condemna com «eurocentrisme». En aquest sentit, Helmuth Berking critica les teories que postulen la creixent homogeneïtzació del món a través de la globalització com a «globocentrisme». Ho confronta amb la distinció i la importància dels recursos de coneixement locals per a la producció de llocs (diferents i específics). Afirma que els contextos locals formen una mena de marc o filtre a través del qual s'apropien els processos globals i les imatges i símbols que circulen globalment, aconseguint així significat. Per exemple, el personatge de la pel·lícula Conan el bàrbar (1982) és una figura diferent als cercles de la dreta radical a Alemanya que als guetos negres del sud de Chicago, de la mateixa manera que McDonald's significa una cosa diferent a Moscou que a París.

## El tercer espai
Sota una «teoria de la unitat» Lefebvriana, el problema ment-cos es reuneix a través de la tríada d'espai social, espai mental i espai físic.

### Història
L'afirmació de Lefebvre que «l'espai (social) és un producte (social)» va ser influenciada pel fetitxisme de la mercaderia de Marx.
La teoria de Lefebvre sobre l'espai social va ser influenciada pel moviment artístic de Bauhaus.

### Espai absolut o abstracte
Lefebvre va introduir el concepte d'«espais de representació» triàdic com una síntesi del dualisme ment-cos, en oposició al monisme o a la fenomenologia. Edward Soja i David Harvey continuen amb aquesta nova tradició de la geografia humana.
Lefebvre argumenta que hi ha tres aspectes de la nostra existència espacial, que existeixen en una mena de «tríada filosòfica tricotòmica»:
- Tercer espai (és a dir, espais socials de representació): «L'espai viscut directament a través de les seves imatges i símbols associats».[24] Tot i que hi ha moltes disciplines en el camp de la geografia humana, l'enfocament més conegut és «Thirdspace» formulat per Soja.[25][26]
- Segon espai (és a dir, representacions conceptualitzades de l'espai): «L'espai conceptualitzat, l'espai dels científics, dels planificadors... aquest és l'espai dominant en qualsevol societat (o manera de producció)».[24]
- Primer espai (és a dir, espai físic percebut): «Encarna una estreta associació, dins de l'espai percebut, entre la realitat quotidiana (rutina diària) i la realitat urbana (les rutes i xarxes que uneixen els espais destinats al treball, la vida privada i l'oci)».[24]

Influenciat per Paul Ricœur, J. N. Entrikin intenta resoldre el problema ment-cos de l'espai social pressuposant el dualisme cartesià per argumentar que la narrativa pot ser un intermediari entre la ment i l'extensió.

### Discussió
Soja argumenta que les nostres velles maneres de pensar sobre l'espai (teories del primer i segon espai) ja no poden adaptar-se a la manera com funciona el món perquè creia que els espais poden no estar continguts dins d'una categoria social, poden incloure diferents aspectes de moltes categories o ser desenvolupats dins dels límits d'una sèrie de categories (per exemple, dues cultures diferents es combinen i sorgeixen com una tercera cultura; aquest tercer espai híbrid desplaça els valors originals que el constitueixen i configura nous valors i perspectives diferents dels dos primers espais); així, la tercera teoria de l'espai pot explicar part de la complexitat de la pobresa, l'exclusió social i la inclusió social, els problemes de gènere i raça.)

## Vista relacional de l'espai
En l'obra del geògraf i teòric crític Nigel Thrift, va escriure una visió relacional de l'espai en la qual, en lloc de veure l'espai com un contenidor dins del qual passa el món, l'espai hauria de ser vist com un coproducte d'aquests procediments. Va explicar quatre espais construïts a la geografia humana moderna.
Hi ha quatre tipus diferents d'espai segons com la geografia moderna pensa sobre l'espai:
- El primer espai és «la construcció empírica de l'espai». L'espai empíric fa referència al procés pel qual es construeix el teixit mundà de la vida quotidiana. Aquestes coses tan senzilles com els cotxes, les cases, els telèfons mòbils, els ordinadors i les carreteres són molt senzilles, però són grans èxits de la nostra vida diària i juguen un paper molt important a l'hora de fer qui som avui. Per exemple, la tecnologia actual com el GPS no va aparèixer de sobte; de fet, s'estableix al segle xviii i es desenvolupa al llarg del temps. El primer espai és real i tangible, i també es coneix com a «espai físic».
- El segon espai és «l'espai de desbloqueig». Aquest tipus d'espai fa referència al procés pel qual s'estableixen vies d'interacció rutinàries al voltant de les quals sovint es dibuixen els límits. La rutina pot incloure el moviment dels treballadors d'oficina, la interacció d'adolescents borratxos i el flux de mercaderies, diners, persones i informació. A diferència de l'antiga època de la geografia en què la gent acceptava un espai com a límit bloquejat (per exemple: un espai capitalista, un espai neoliberal o un espai de ciutat), vam començar a adonar-nos que no hi ha tal cosa com els límits a l'espai. L'espai del món flueix i es transforma contínuament que és molt difícil de descriure d'una manera fixa. El segon espai és ideològic/conceptual i també es coneix com a «espai mental». Per exemple, el segon espai explicarà els comportaments de persones de diferents classes socials i la segregació social entre persones riques i pobres.
- El tercer espai és «l'espai de la imatge» que fa referència al procés pel qual les imatges han produït un nou tipus d'espai. Les imatges poden tenir diferents formes i formats; que van de la pintura a la fotografia, del retrat a la postal, i del tema religiós a l'entreteniment. Avui en dia, estem molt influenciats per les imatges de moltes maneres i aquestes determinades imatges ens poden dir nous valors socials i culturals, o alguna cosa nova sobre com veiem el món. Les imatges, els símbols i els signes tenen algun tipus d'expressió espacial.
- El quart espai és el lloc que fa referència «al procés pel qual els espais s'ordenen de manera que obren potencials afectius i altres de corporals». L'espai del lloc té més significat que un lloc, i pot representar un tipus d'espai diferent. Aquest quart tipus d'espai intenta entendre que el lloc és un actor vital a l'hora de plantejar la vida de les persones de determinades maneres i el lloc ens permetrà entendre tot tipus de coses que s'amaguen en nosaltres.

## Escala: la local i la global
Andrew Herod va esmentar que l'escala, dins de la geografia humana, es veu normalment d'una de les dues maneres: ja sigui com una cosa material real que existeix realment i és el resultat de la lluita política i/o del procés social, o com una manera d'enquadrar la nostra comprensió del món.
Les vides de les persones d'arreu del món s'han tornat a escalar per processos econòmics, polítics, culturals i socials contemporanis (com la globalització), de maneres complexes. Com a resultat, hem vist la creació d'organismes polítics supranacionals com la Unió Europea, el traspàs del poder polític de l'estat-nació als òrgans polítics regionals. També hem viscut la creixent homogeneïtzació i «americanització» a través del procés de la globalització, mentre que les tendències locals (o contraforça) entre les persones que defensen les formes de vida tradicionals augmenten arreu del món. Es va qüestionar el procés de reescalar la vida de les persones i la relació entre els dos extrems de les nostres vides escalades: la «global» i la «local».

### Estatus ontològic de l'espai local i de l'espai global
Fins a la dècada del 1980, la teorització del propi concepte d'«escala» es donava per fet, encara que els geògrafs físics i humans miraven els temes des d'«escala regional» o «escala nacional». Les preguntes com ara si l'escala és simplement un dispositiu mental que categoritza i ordena el món o si les escales realment existeixen com a productes socials materials, en particular, es van debatre entre els materialistes i els idealistes. Alguns geògrafs es basen en la filosofia idealista d'Immanuel Kant que les escales eren un mecanisme conceptual útil per ordenar el món, mentre que d'altres, basant-se en les idees marxistes del materialisme, argumenten que les escales realment existeixen al món i que eren els veritables productes socials. Per als idealistes basats en la inspiració kantiana, el «global» es defineix pels límits geològicament donats de la terra i el «local» es defineix com una resolució espacial útil per comprendre el procés i les pràctiques. Per als materialistes, l'escala «nacional» és una escala que s'havia de crear activament mitjançant processos econòmics i polítics, però no existia una escala en una jerarquia lògica entre el global i el regional.
La noció d'«esdevenir» i el focus en la política de producció d'escales han estat centrals en els arguments materialistes sobre l'escala global. És important reconèixer que els actors socials poden haver de treballar tant per esdevenir «locals» com han de treballar per esdevenir «globals». La gent va parar atenció a com les empreses transnacionals s'han «globalitzat», com les institucions de govern s'han «esdevingut» supranacionals i com els sindicats han intentat «globalitzar» les seves operacions per igualar les d'una ciutat cada cop més «globalitzada».
Per a l'escala «global» i «local», Kevin Cox va esmentar que passar de l'escala local a l'escala global «no és un moviment d'un àmbit discret a un altre», sinó un procés de desenvolupament de xarxes d'associacions que permeten canviar els actors entre diferents espais de participació. Segons la seva opinió, «l'escala» es veu com un procés més que com una entitat fixa i, en altres paraules, el global i el local no són «sorres» estàtiques en les quals es desenvolupa la vida social, sinó que es fan constantment per accions socials. Per exemple, una organització política podria intentar ser «global» per involucrar-se amb actors o oportunitats fora del seu propi espai; de la mateixa manera, una empresa transnacional pot intentar «anar localment» adaptant els seus productes i operacions en diferents llocs.

### Discursos sobre l'espai«global»i l'espai«local»
4- [Gibson-Graham 2002] ha identificat almenys sis maneres en què sovint es veu la relació entre allò local i allò global:
- El global i el local es veuen com a marcs interpretatius per analitzar situacions
- Basant-se en Dirlik, Gibson-Graham suggereix que en aquesta representació, el global és «alguna cosa més que el nacional o regional... qualsevol cosa que no sigui el local». És a dir, el global i el local deriven cadascun significat del que no són.
- Segons el teòric social francès Bruno Latour, el local i el global «ofereixen punts de vista diferents sobre xarxes que per naturalesa no són ni locals ni globals, però que són més o menys llargues i més o menys connectades». A més, segons Latour, és impossible distingir on acaba el local i on comença el global.
- El concepte «El global és local» va ser proposat per Gibson-Graham. Per exemple, les empreses multinacionals són en realitat «multilocals» més que «globals».
- El local és global. Des d'aquesta visió, el local és un punt d'entrada al món dels fluxos globals que envolten el planeta.
- El global i el local són en realitat els processos més que les ubicacions. Tots els espais són els híbrids de global i local; per tant, són «glocals».

Hi ha alguns pensaments occidentals que una major mida i extensió impliquen dominació i poder superior, de manera que el «local» sovint es representa com a «petit i relativament impotent, definit i confinat pel global». Així, el global és una força i el local és el seu terreny de joc. Tanmateix, el local pot servir com una poderosa escala d'organització política; el global no és una escala només controlada pel capital: els que desafien el capital també poden organitzar-se globalment (Herodes, A). Hi ha hagut el concepte «Pensa globalment i actua localment» vist pels neoliberals.

### Metàfores de l'escala
Per representar com s'escala el món, hi ha cinc metàfores diferents i populars: són l'escala jeràrquica, els cercles concèntrics, les nines matrioixca, els caus de cucs de terra i les arrels dels arbres.
- En primer lloc, en utilitzar aquesta metàfora de l'«escala jeràrquica», es veu que el global com a esglaó més alt de l'escala que està per sobre de les escales locals i de totes les altres.
- En segon lloc, l'ús de la metàfora dels «cercles concèntrics» ens deixa una manera particular de conceptualitzar la relació escalar entre llocs. En aquesta segona metàfora, el local es veu com un cercle relativament petit, amb el regional com un cercle més gran que l'engloba, mentre que les escales nacionals i globals són encara cercles més grans que engloben el local i el regional.
- Per a la jerarquia de les «nines matrioixca» russes, el global pot contenir altres escales, però això no funciona al revés; per exemple, el local no pot contenir el global.
- Per a la quarta metàfora sobre el pensament a escala, els «caus de cucs de terra», el que va argumentar el teòric social francès Bruno Latour és que un món de llocs està «connectat» junts. Aquesta metàfora ens deixa una imatge d'escala en què el global i el local estan connectats entre si i no totalment separats entre si.
- Per a la metàfora de les «arrels dels arbres» (semblant a la metàfora dels caus de cucs de terra, ja que els cucs de terra o les arrels dels arbres penetren en diferents estrats del sòl), és difícil determinar exactament on acaba una escala i comença una altra.

Quan es pensa en l'ús de la metàfora, cal tenir en compte que l'elecció d'una metàfora sobre una altra no es fa sobre la base de la qual empíricament és una representació «més precisa» d'alguna cosa, sinó sobre la base de com algú intenta entendre un fenomen particular.
Aquesta apreciació de les metàfores és important perquè suggereix que la manera com parlem d'escala impacta en les maneres en què ens comprometem socialment i políticament amb el nostre món escalat i això pot afectar la nostra pràctica social, econòmica i política, etc. per a fer paisatges.([Herod, Wright 2002]).